# Bourree

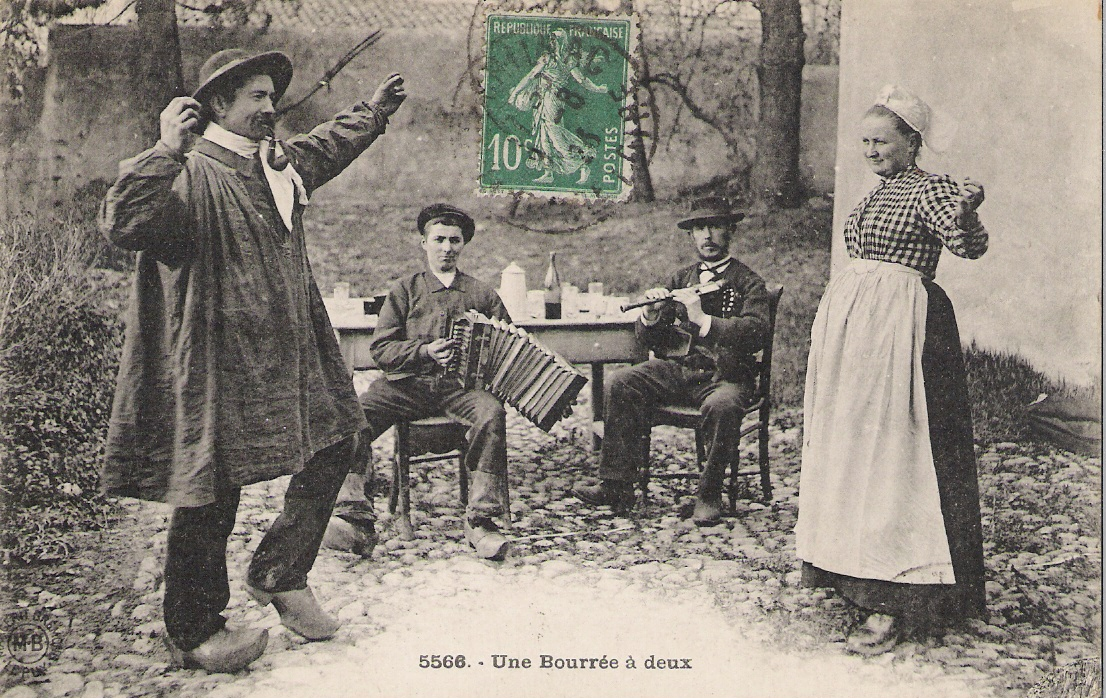
Bourree in Auvergne

De bourree of bourrée is een Franse traditionele dans.
Het woord bourree betekent vrij vertaald boertig. Vele bourrees hebben dan ook een nogal robuust en melodisch en ritmisch eenvoudig thema. De meeste bourrees worden in rijen van paren gedanst en de muziek is meestal in een tweekwarts- of driekwartsmaat. Bourrees in driekwartsmaat worden ook wel montagnardes genoemd.
Er bestaan in Frankrijk echter veel regionale variaties op de bourree. In bijvoorbeeld Auvergne zijn bourrees populair die door twee paren in een kruis worden gedanst.
De bourree was rond 1700 ook populair in landen buiten Frankrijk, zoals Nederland en Duitsland. Zo zijn er bourrees te vinden in Nederlandse muziekbundels uit die tijd zoals Oude en Nieuwe Hollantse Boerenlieties en Contredansen, en in de suitewerken van Johann Sebastian Bach.
De bourree is buiten Frankrijk tegenwoordig populair op folkbals in Nederland, België (zoals het Boombal) en Duitsland.